# NHL 19

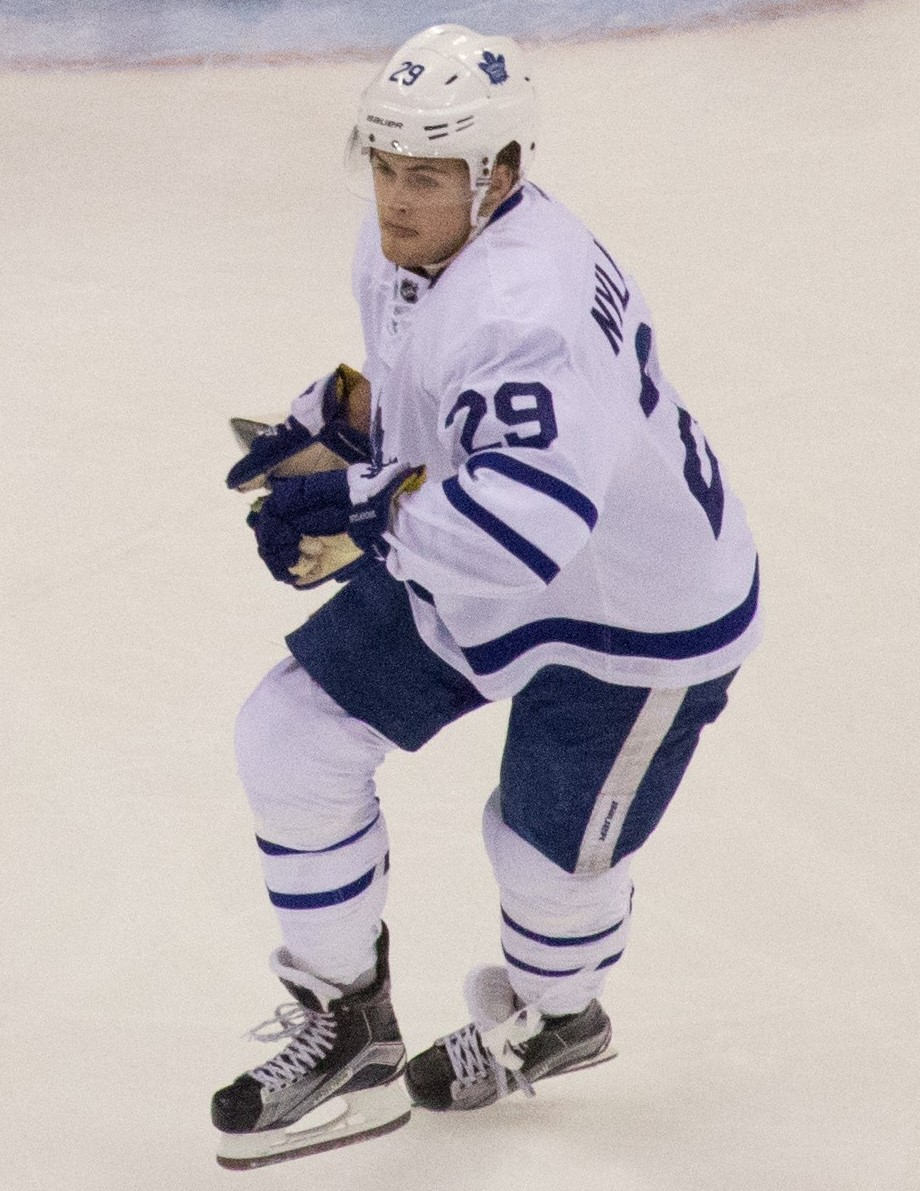
William Nylander i Toronto Maple Leafs medverkar på spelets omslag i Sverige.

NHL 19 är ett ishockeyspel utvecklat av EA Vancouver och utgivet av EA Sports, den släpptes 14 september 2018 till Playstation 4 och Xbox One. På spelets omslag medverkar P. K. Subban från Nashville Predators, i Finland medverkar Patrik Laine från Winnipeg Jets och i Sverige medverkar William Nylander från Toronto Maple Leafs.

## Spelupplägg
NHL 19 innehåller ny spelarläge där man kan spela på utomhusrinkar både online och offline. EA Sports bekräftade att man har lagt till ny teknik med mer accelerering, strider, fart och lyhördhet än i NHL 18.

## Soundtrack
Spelets soundtrack har 20 låtar från olika artister.